# Leonardo Costagliola
Leonardo Costagliola (Taranto, 1921. október 27. – Firenze, 2008. március 7.) olasz válogatott labdarúgókapus, edző.

## Pályafutása

### Játékosként
Karrierjét szülővárosa, Taranto csapatában, a Pro Italiában kezdte még 1938-ban. Eredetileg középpályásként szerepelt, a kapuba csak az első számú hálóőr szerencsétlen sérülése miatt került. A második világháború alatt Bariba szerződött, és 1940-től három éven keresztül játszott itt. 1943-ban egy évre Conversanóba igazolt, azonban 1945-ben visszatért Bariba, és újabb három évet lehúzott a csapatnál. Az 1946-47-es szezonban részese volt a Bari történelmi, hetedik helyezésének, amelyet a kiscsapat azóta sem tudott megismételni.
Legsikeresebb éveit a Fiorentinában töltötte, ahol 230 bajnokin állt ő a violák kapujában. Innen került be a válogatottba is, ahol három találkozón kapott lehetőséget, két vb-selejtezőn és egy barátságos meccsen. Tagja volt az 1954-es vb-re utazó olasz keretnek, a svájci tornán azonban nem lépett pályára.

### Edzőként
Gyakorlatilag rögtön játékos-pályafutása befejezése után edzősködésbe kezdett. Első komolyabb csapata a Taranto volt, amellyel az 1957-58-as szezonban a másodosztályban indulhatott.
Ezt követően dolgozott a Pescaránál, a Siracusánál, majd 1964-ben visszatért Tarantóba. Ezt követően még két másodosztályú csapatot edzhetett, a Casertanát és a Modenát, utóbbival kiesett a harmadosztályba. Utolsó csapata a Venezia volt a negyedosztályban.

## Sikerei, díjai

### Játékosként
- Serie B: 1941-42

### Edzőként
- Serie C: 1959-60, 1969-70